# Naturpark Steinhuder Meer
Naturpark Steinhuder Meer er en naturpark der ligger i den tyske delstat Niedersachsen, og strækker sig, med  Steinhuder Meer som centrum, over et areal på 310 km² i landkreisene Nienburg/Weser og Schaumburg og i  Region Hannover. Naturparken er oprettet i  1974. 

## Geografi
Naturparken omfatter den største sø i Nordvesttyskland, Steinhuder Meer, og er ret skovfattig. Området er præget af moser, der dækker en fjerdedel af arealet. Området er dannet som  en  urstrømsdal Saale-istiden.
Den ligger syd for Nienburg/Weser, vest for Neustadt am Rübenberge, nordvest for Wunstorf, nord for Hagenburg og Sachsenhagen og øst for Rehburg-Loccum. I nordenden af parken ligger Grinderwald med Tote Moor, mod sydvest afgrænses den af  Rehburger Berge, og mod nordvest ligger  Schneerener Moor.

## Naturbeskyttelse
Mere end 10 % af Naturparks er under naturbeskyttelse og over  65 % landskabsbeskyttelse. Den knap 30 km² store, og i midten kun 1,5 m dybe Steinhuder Meer er et vådområde af  international betydning for  trækfugle, som overvintrings- og rasteplads for mange arter af vade- og andefugle; dertil har vådområderne i søens omgivelser en en vigtig rolle. I de delvist stadig intakte og moseområder findes talrige sjældne dyre- og plantearter.
Med de talrige muligheder for fritidsaktiviteter som cykling, vandreture, badning, sejlads og vindsurfing, er der ofte op mod 50.000 gæster i naturparken om dagen.